# Pholcophora americana
Pholcophora americana is een spinnensoort uit de familie trilspinnen (Pholcidae). De soort komt voor in Verenigde Staten en Canada en is de typesoort van het geslacht Pholcophora.